# Bryn Mawr, Pennsylvania
Bryn Mawr är en ort i sydöstra Pennsylvania i USA. Orten tillhör kommunen Lower Merion Township och Montgomery County. Bryn Mawr, som är en förort till Philadelphia, har drygt 4 300 invånare. I Bryn Mawr finns högskolan Bryn Mawr College med enbart kvinnliga studenter.

## Historik
Kväkaren Rowland Ellis lämnade Storbritannien av religiösa skäl och slog sig ner här 1686. Han hade ett gods med namnet Bryn Mawr i närheten av Dolgellau in North Wales. Bryn Mawr betyder ungefär stor kulle, och han gav det namnet till sina nya ägor.
Orten kallades Humphreysville ända till 1869 när Pennsylvania Railroad köpte och döpte om den och 1893 invigdes sjukhuset Bryn Mawr Hospital, det första sjukhuset längs Pennsylvania Railroads stambana Main Line. Konstskolan Bryn Mawr College öppnade 1885 och är ett privat Liberal arts college som bara accepterar kvinnliga studenter. Katharine Hepburn utexaminerades därifrån 1928. 
Mellan 1964 och 1981 fanns kaféet och konsertlokalen The Main Point på West Lancaster Avenue.